# Рубльово-Успенське шосе
Рубльово-Успенське шосе А106 (також — Рубльовка, в минулому — Звенигородський тракт, Царська дорога або дорога царів богообраних) — сучасна траса федерального значення в напрямку Москва — Звенигород. Починається відділенням від Рублевського шосе на перетині з МКАД, проходить вздовж Москви-річки і закінчується неподалік Звенигорода.
Траса А106 — автодорога з удосконаленим покриттям. Є однією з найкоротших федеральних трас — її довжина становить приблизно 30 км. Практично на всьому протязі траса має дві смуги руху та обмеження швидкості 50-60 км/год. Дорогу обслуговує 7-й відділ ДІБДР.
Історично дорога іменувалася «Царський», оскільки служила російським царям головним шляхом на прощу в Звенигородський Саввино-Сторожівський монастир.

## Географія
Рублево-Успенське шосе бере початок від Рубльовського шосе біля перетину з вулицею Академіка Чазова в Москві, за 500 метрів до МКАД, і йде по Одинцовському міському округу вздовж Москва-річки у напрямку Звенигорода. Закінчується правому березі у районі пансіонатів «Лісові дали» і «Поляни», неподалік Звенигорода. Безпосередньо зі Звенигородом траса не пов'язана.

## Історія

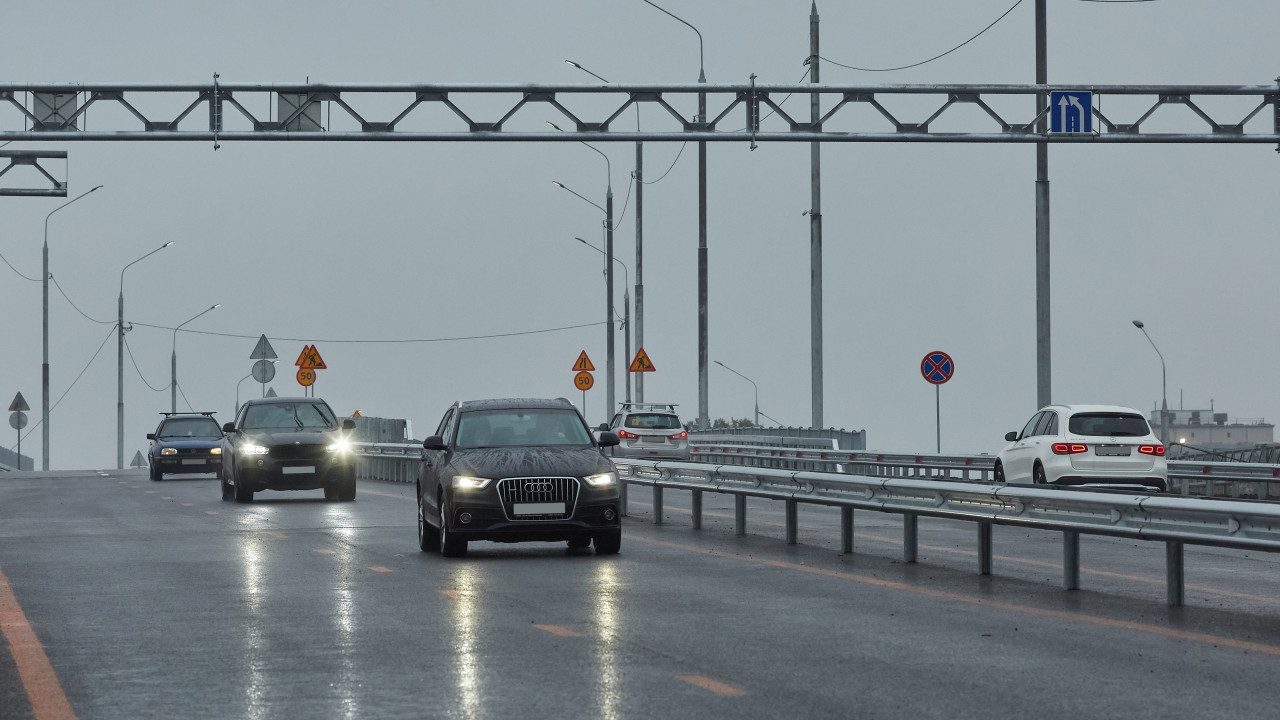
Одна з ділянок Рублево-Успенського шосе

Вік дороги складає близько 700 років — нею їздили ще з часів Івана Калити. Сучасне Рублево-Успенське шосе є частиною історичного шляху з Московії на захід. У 1398 року у Звенигороді було закладено Саввино-Сторожевский монастир і з цього часу дорога щодо нього з Москви набула нового значення. У Різдвяному соборі монастиря преподобний Сава благословляв на царство майбутніх правителів. Старця називали покровителем царів богообраних - він підтримував лише тих спадкоємців, чиє право на престол було істинним. Так шлях із Москви на Звенигород став називатися «дорогою царів богообраних», або «Царською дорогою». З часів правління Олексія Михайловича до мощей преподобного Сави на прощу їздив кожен майбутній російський государ, традиція збереглася на кілька століть.
Траса Звенигородського тракту змінювалася з недостатнім розвитком Москви. За Бориса Годунова вона рухалася вздовж русла Москви-річки. У пізнішу епоху дорогу спрямували на ділянці нинішніх Кунцево та Філей.
Протягом практично всієї своєї історії дорога називалася різними похідними від призначення — Звенигородський шлях, тракт, шосе. Рублево-Успенської вона стала лише у XX столітті. Примітно, що село Рубльово, від якого походить сучасна назва, знаходиться осторонь траси.